# Конфедерация профсоюзов Словацкой Республики
Конфедерация профсоюзов Словацкой Республики (словац. Konfederácia odborových zväzov Slovenskej republiky), сокращённо KOZ SR — крупнейшая профсоюзная организация Словакии. Образована 10 апреля 1990 года после раскола Чехословацкой конфедерации профсоюзов, образованной, в свою очередь, на основе Центрального совета профсоюзов ЧССР. Является членом Международной конфедерации профсоюзов и Европейской конфедерации профсоюзов, а также наблюдателем при Консультативном комитете профсоюзов ОЭСР. Насчитывает 570 тысяч человек, действующим руководителем является Иван Сактор.
Во время пребывания Микулаша Дзуринды на посту премьер-министра Словакии Конфедерация профсоюзов была ослаблена. В 2006 году Конфедерация договорилась о сотрудничестве с партией «Курс — социальная демократия» и заручилась её поддержкой, а после победы партии на выборах снова набрала силу и влияние